# Dodge St. Regis
La Dodge St. Regis è una vettura full-size prodotta dalla Dodge, divisione della Chrysler Corporation, dal 1979 al 1981. È anche l'ultima berlina di grosse dimensioni prodotta dalla Dodge, che dopo di questa, non produrrà più altri modelli simili. È direttamente imparentata con la Chrysler Newport, la Plymouth Gran Fury e la Chrysler New Yorker.

## Caratteristiche generali
La St. Regis venne presentata nel 1979 come erede della precedente Dodge Monaco. La linea era quella delle grandi 4 porte degli anni settanta, molto squadrata e di grosse dimensioni. Il modello, a trazione posteriore era basato sulla cosiddetta R-Body Platform, una piattaforma Chrysler derivata dalla precedente B-Body Platform dei primi '70, che era comune a parecchi modelli, tra i quali il Dodge Charger, la Chrysler Cordoba,la Plymouth Road Runner e la Dodge Monaco stessa. La St Regis era imparentata con le gemelle Chrysler Newport e Plymouth Gran Fury, e l'unico elemento distintivo rispetto alle altre due era una protezione di plastica per i fari anteriori, che si apriva durante l'utilizzo delle luci e si richiudeva quando queste non venivano usate. Per il resto, le 3 vetture erano pressoché identiche.

## Caratteristiche tecniche
La St. Regis ereditava la meccanica dell'antenata Dodge Monaco e la condivideva integralmente con la Gran Fury e la Newport. I motori erano un 225 ci L6 (3,7 l), un 318 ci V8 (5,2 l) e un 360 ci V8 (5,9 l), tutti e tre catalitici. Il cambio era un automatico TorqueFlite a 3 rapporti. Il sistema frenante di tipo misto prevedeva i dischi all'anteriore e tamburi al posteriore, con servofreno. Lo sterzo era servoassistito. Gli pneumatici partivano dai 195/75 R 15 della versione base fino agli opzionali 225/70 R 15 delle versioni superiori, benché fosse possibile richiederli anche sulle versioni base. La capacità del serbatoio era di circa 79 l (21 galloni). Gli interni prevedevano un volante a 3 razze standard, leva del cambio sul piantone dello sterzo, strumentazione analogica, aria condizionata e a richiesta era possibile installare una radio CB.
Per i passeggeri, era previsto un divanetto a 3 posti per i passeggeri anteriori e 3 posti sul divanetto posteriore. Quasi tutti questi elementi erano i medesimi sulle cugine Chrysler Newport e Plymouth Gran Fury, che nel concetto costruttivo americano si distinguevano solo per alcuni dettagli estetici. Ad ogni modo, buona parte della meccanica e delle parti di ricambio in generale erano condivise anche da altri modelli, anche alcuni più vecchi, e nel corso degli anni, le St Regis e le cugine sono state ricercate dai rigattieri americani per i pezzi di ricambio per alcuni modelli molto noti, come la Plymouth Barracuda o il Dodge Dart.

## Crisi petrolifera
Lanciata con l'idea di dare continuità al successo della Monaco, la St. Regis si rivelò un fallimento. Il problema non era nella macchina di per sé stessa, che era anzi molto solida e robusta come le precedenti, ma nel contesto nella quale fu lanciata. I giorni erano quelli della seconda crisi petrolifera che colpì gli USA nel 1979, e la St. Regis entrò in scena proprio nel momento sbagliato.
Le necessità di ridotto consumo di carburante erano imposte da uno scenario petrolifero davvero grigio, e auto come la AMC Pacer, la Gremlin e la Ford Pinto con le loro dimensioni ridotte (le prime compatte americane) risultarono molto più adatte al momento che si viveva negli Stati Uniti rispetto alla grossa Dodge che invece si avviava verso il declino. Difatti, una volta uscita di produzione nel 1981, la St. Regis non ha avuto nessuna erede. La piattaforma sulla quale era basata fu abbandonata definitivamente, e venne rimpiazzata da una vettura relativamente più piccola (5 metri e 11) chiamata Dodge Diplomat.

## Mercato delle autopattuglie
La St. Regis non ottenne buoni riscontri nel mercato civile, ma fece buone vendite nei parco macchine della polizia. Il dominio della Dodge nella polizia era databile ai primi anni '60, quando la Polara era il modello in assoluto preferito dai dipartimenti di polizia per le sue prestazioni. Negli anni '70 aveva fatto seguito la Monaco, che era stata peraltro immortalata nel film The Blues Brothers come un'auto dalla elevata potenza. Per quanto la St. Regis non fosse potente come le sue antenate, principalmente a causa del motore catalitico (fatto comune a quasi tutte le vetture americane dell'epoca) e di un peso molto elevato rispetto alla potenza del propulsore. Questo non fece comunque perdere troppi colpi, e la St. Regis ebbe un certo seguito agli inizi degli '80. Con la sua uscita di scena nel 1981, nel settore delle autopattuglie venne rimpiazzata dalla più piccola Dodge Diplomat che non seppe dare continuità alla dinastia ventennale iniziata con la Polara, e questo segnò la discesa e la definitiva uscita di scena della Chrysler dal mercato auto della polizia americana. Difatti, nonostante un discreto successo, non riuscì mai a competere davvero con la Chevrolet Impala (più prestante e più grossa), che divenne regina indiscussa nel parco delle macchine della Polizia negli anni '80, e mantenne attivo il primato fino a metà anni '90 con la Chevrolet Caprice.